# VT52
VT52 byl počítačový terminál uvedený na trh firmou Digital Equipment Corporation (DEC) v září 1975. Vakuová obrazovka umožňovala zobrazit 24 řádků textu po 80 znacích, přičemž bylo možné zobrazovat všech 95 tisknutelných znaků ASCII a 32 znaků grafických. VT52 podporoval rozšířenou sadu řídicích znaků a scrollování dopředu i dozadu. Firma DEC vyrobila řadu vylepšených verzí VT52 s přídavným hardwarem pro různá použití. Na rodinu terminálů VT52 navázal v roce 1978 značně vylepšený terminál VT100.
Terminál VT52 byl vylepšením VT50 uvedeného na trh v červenci 1974, který vycházel z ještě staršího VT05. VT50 zobrazoval pouze 12 řádků textu po 80 znacích bez malých písmen, pracoval s omezenou sadou řídicích znaků a umožňoval scrollování pouze dopředu. Dokumentace firmy DEC z té doby používá pro terminály téměř neznámé slovo DECscope.

## Popis
VT50 podporoval asynchronní komunikaci s přenosovou rychlostí až 9600 bitů/sec a nevyžadoval žádné výplňkové znaky. Stejně jako jiné časné terminály firmy DEC byla řada VT50 opatřena jak porty RS-232 tak rozhraním proudové smyčky 20mA, což byl starší standard pro sériovou komunikaci používaný dálnopisnými stroji, vhodnější pro přenos přes dlouhé linky kroucené dvojlinky. Data se načítala do malé vyrovnávací paměti, kterou hardware displeje periodicky četl pro zobrazování. Znaky zadané na klávesnici se podobně ukládaly do vyrovnávací paměti a ihned posílaly sériovou linkou.
Pro interpretaci příkazů posílaných v sériových datech používal terminál primitivní procesor (CPU) sestavený z integrovaných obvodů malé integrace (SSI). Procesor zpracovával data, když byl hardware displeje nečinný mezi rastrovými řádky, a pro zobrazování využíval hardware displeje. Když displej dokončil vykreslování řádku, vrátil řízení CPU. CPU bylo tak jednoduché, že sčítání a odčítání se muselo realizovat opakovaným přičítáním nebo odečítáním jedničky ve dvou registrech. Navíc čas, který taková smyčka trvá, musel být téměř konstantní, aby se text ve spodní části obrazovky nezobrazoval během tohoto občerstvení na špatném místě.
Zajímavým rysem terminálu VT50 byla samostatná funkční klávesnice se „zlatou klávesou“ (anglicky Gold key), která sloužila pro editační programy jako WPS-8, KED, a EDT. Stisknutím klávesy Gold a jedné další klávesy se na hostitelský počítač poslala příkazová posloupnost.
Volitelným zařízením, které firma DEC nabízela, byla tak zvaná elektrolytická tiskárna (anglicky electrolytic copier) pro pořizování tištěných kopií obsahu obrazovky, kterou bylo možné nainstalovat místo prázdného panelu vpravo od displeje. Toto zařízení bylo schopné vytisknout přesnou kopii obrazovky po jednotlivých skenovacích řádcích na roli speciálního papíru. Zařízení využívalo papír napuštěný chemikáliemi, které při průchodu elektrického proudu způsobily jeho ztmavnutí. Papír byl zvlhčován a procházel mezi dvěma elektrodami; na jedné straně papíru byla elektroda tvořena hranou plechu, která se dotýkala papíru po celé jeho šířce, na druhé straně byla elektroda tvořena drátkem, který jako jeden závit šroubovice obtáčel rotující buben. Při jedné otáčce bubnu tak drátek přejel přes celou šířku papíru a přerušováním proudu bylo možné vytvořit obraz jednoho skenovacího řádku. Během jedné otáčky bubnu se papír posunul o výšku skenovacího řádku, takže byl připraven pro tisk dalšího skenovacího řádku. Zařízení sice odvádělo dobrou práci při kopírování obsahu obrazovky, ale výstup nešťastně připomínal vlhký toaletní papír. Digital si patentoval řešení, že jeden generátor znaků poskytuje textový font pro obrazovku i tiskárnu.
Základní struktura terminálu, s obrazovkou a hlavní klávesnicí vlevo a prázdnou plochou vpravo, umožňovala vylepšování systému. Jedním z vylepšení byla tiskárna, ale postupem času DEC nabízel několik dalších možností. Skříň terminálu byla dostatečně velká, aby nebyl potřebný ventilátor. Dvě desky obvodů s procesorem a pamětí na základně terminálu, a jedna deska s napájecím zdrojem a elektronika monitoru vzadu byly chlazeny prouděním vzduchu. Vrchní plocha skříně terminálu však často sváděla k odkládání velkých svazků DEC dokumentace, které mohly zakrývat větrací otvory a způsobovat přehřívání.

## Verze

### VT50
VT50 byl první terminál firmy Digital v této skříni. Zobrazoval pouze 12 řádků textu prokládaných volnými řádky takže používat celou vertikální plochu displeje. Stejně jako svůj předchůdce, VT05, nepodporoval VT50 malá písmena. Uživatelé počítačů v tomto období zřídka potřebovali text s malými písmeny.

### VT52
VT50 byl brzy nahrazen značně vylepšeným VT52. VT52 měl výrazně větší paměť, což mu umožňovalo uložit nejen 24 řádků textu, které lépe využívaly prostor obrazovky, ale také určité množství textu nad a pod obrazovkou. Díky tomu mohl terminál scrollovat zpět o určitý počet řádků bez toho, že by vyžadoval od serveru opakované poslání dat. VT52 také podporoval malá písmena a další nové vlastnosti. Byl to první DEC terminál, který umožňoval WYSIWYG (“What you see is what you get“) editaci textu.

### VT55
VT55 obsahoval přidaný grafický systém, který byl schopen zobrazovat dvě matematické funkce nebo histogramy. Tento režim byl vyvolán odesláním příkazového řetězce, který přepnul terminál do grafického režimu, a další data se posílala do zvláštního bufferu a CPU. Při zobrazování se kombinovaly výstupu obou systémů, což uživateli umožňovalo míchat grafiku a text na jedné obrazovce na jiném principu než používaly terminály typu Tektronix 4010 nebo plotry, které text pomalu vykreslovaly pomocí grafických příkazů. Tento systém se stal známý jako vlnová grafika, a znovu byl použit na terminálech VT105.

### Terminály pro blokový režim
Terminály VT61 a VT62 pracovaly v blokovém režimu. VT62 byl navržen pro práci s operačním systémem TRAX pro zpracování transakcí na špičkových počítačích PDP-11. Terminály používaly stejnou skříň, ale měly dokonalejší zakázkový procesor. Chování specifické pro použité aplikace bylo zakódováno ve zvláštní paměti PROM, ve zvláštním instrukčním kódu, který interpretoval procesor. Tento nepublikovaný jazyk měl sloužit ke snadnému vývoji dalších modelů specifických pro jednotlivé marketingové divize firmy. Tyto terminály vydávaly z reproduktoru zvuk „tock“ pro zpětnou vazbu, že byla stisknuta klávesa, zatímco VT5x terminály aktivovaly relé. Relé také sloužilo jako bzučák pro signalizaci při výpisu řídicího znaku zvonek, přičemž vytvářený zvuk „byl přirovnáván se zvukem vozu Chevrolet z roku 1952 při počítání zubů v převodovce.“ Přestože klávesnice byly identické, uživatelé VT6x připouštěli lepší „pocit“.

### VT78
Relativně velké rozměry skříně VT50 spolu s rychle postupující miniaturizací elektroniky na konci 70. let 20. století umožnily firmě DEC vyrábět samostatný minipočítač podobný tehdejším mikropočítačům. VT78 byl terminál VT52 rozšířený o jednočipový procesor PDP-8, ve kterém byl naprogramován textový procesor WPS-8 firmy Digital.

## Escape posloupnosti
Escape kódy terminálu VT52 zůstaly proprietární pro firmu DEC, i když několik jiných společností poskytovalo jejich emulaci na svých terminálech. Pozdější řada terminálů VT podporovala podmnožinu těchto příkazů. Zajímavým případem byl systém GEMDOS a jeho odnož, operační systém TOS pro Atari ST. Tyto systémy v době, kdy se ANSI escape kódy staly téměř univerzálními, používaly ovladače obrazovky vycházející z VT52. Tato verze přidávala několik nových příkazů včetně možnosti zvolit barvy.

### Standardní příkazy
Příkazy VT52 normálně sestávaly ze znaku escape a jednoho dalšího znaku. Výjimkou z tohoto pravidla byl příkaz Y, jehož součástí byla dvě čísla reprezentující souřadnice X a Y pozice kurzoru, přičemž levý horní roh obrazovky byla pozice 1,1. Tato čísla byla posílána jako ASCII znaky dané hodnoty, ale zvětšené o 31. Například pro přesun kurzoru na pozici 30 na řádku 20, vznikly přičtením 31 hodnoty 61 a 51 odpovídající ASCII znakům = a 3. Úplný příkaz tedy byl ESCY3= (pořadí je řádek, sloupec, nikoli X, Y). Přičtení 31 zajišťuje, že hodnoty souřadnic jsou posunuty z oblasti řídicích znaků do oblasti tisknutelných znaků, aby je bylo možné bez problémů přenést 7bitovým kanálem.
| Kód    | Název                                | Význam |
| ------ | ------------------------------------ | --- |
| ESCA   | Kurzor nahoru                        | Přesun kurzor o jeden řádek nahoru. Nezpůsobí scrollování, když ono dosahuje top.                                                               |
| ESCB   | Kurzor dolů                          | Přesun kurzor o jeden řádek dolů. |
| ESCC   | Kurzor doprava                       | Přesun kurzor o jednu pozici doprava. |
| ESCD   | Kurzor doleva                        | Přesun kurzor o jednu pozici doleva. |
| ESCF   | Zahájit grafický režim               | Použít speciální grafickou znakovou sadu (VT52 a novější).                                                                                      |
| ESCG   | Ukončit grafický režim               | Použít normální NÁS/UK znakovou sadu. |
| ESCH   | Kurzor domů                          | Přesune kurzor do levého horního rohu. |
| ESCI   | Inverzní znak nový řádek             | Vloží řádek nad kurzor a přesune na něj kurzor. Může způsobit odscrollování dolů, pokud byl kurzor na prvním řádku.                             |
| ESCJ   | Smazat do konce obrazovky            | Smaže obrazovku od kurzoru do konce. |
| ESCK   | Smazat do konce řádku                | Smaže řádek od pozice kurzor doprava. |
| ESCL   | Vložit řádek                         | Vloží řádek. |
| ESCM   | Smazat řádek                         | Odstraní řádek. |
| ESCYrc | Nastavit pozici kurzoru              | Přesunout kurzor na pozici c,r zakódovanou dvojicí znaků. VT50H přidal příkaz „SO“, který fungoval identicky, pro zpětnou kompatibilitu s VT05. |
| ESCZ   | Identifikace terminálu               | Identifikace terminálu, viz poznámka níže. |
| ESC=   | Alternativní kódy keypadu            | Mění znakové kódy, které vracel keypad. |
| ESC>   | Ukončení alternativní kódů z keypadu | Mění znakové kódy, které vrací keypad. |

VT52 a VT55 obsahovaly dvě sady znaků, ASCII a „grafický režim“ který přepnutý out nižší případ znaky a některé punctuation s nový znaky užitečný pro displej of math. Neobvyklý byly glyfy pro ¹⁄, ³⁄, ⁵⁄, ⁷⁄, který by mohlo být kombinovaný s dolní index čísla pro získání věci jako ⅗, a scan řádky dovolující funkce být vynesený do grafu s 8 krát vyšší vertikální rozlišení než text.
|    | _0          | _1 | _2 | _3 | _4 | _5 | _6 | _7 | _8 | _9 | _A | _B | _C | _D | _E   | _F   |
| 5_ |             |    |    |    |    |    |    |    |    |    |    |    |    |    | NBSP | NBSP |
| 6_ | [ pozn. 1 ] | █  | ¹⁄ | ³⁄ | ⁵⁄ | ⁷⁄ | °  | ±  | →  | …  | ÷  | ↓  | ▔  | 🭶  | 🭷    | 🭸    |
| 7_ | 🭹           | 🭺  | 🭻  | ▁  | ₀  | ₁  | ₂  | ₃  | ₄  | ₅  | ₆  | ₇  | ₈  | ₉  | ¶    |      |

Příkaz ESCZ umožňoval hostitelskému počítači identifikovat funkcionalitu terminálu. Existovalo osm možných odezev:
| Model | Bez tiskárny | S tiskárnou  |
| ----- | ------------ | ------------ |
| VT50  | ESC/A        | (neexistuje) |
| VT50H | ESC/H        | ESC/J        |
| VT52  | ESC/K        | ESC/L        |
| VT55  | ESC/C        | ESC/C        |

### Režim kompatibilní s VT52
Pozdější terminály VT podporoval VT52 příkazy, i včetně jednoho nového příkazu pro návrat do plného ANSI režimu.
| Kód  | Název   | Význam                     |
| ---- | ------- | -------------------------- |
| ESC< | setansi | Vstup/ukončení ANSI režimu |

Režim kompatibilita změnil odezvu na příkaz ESCZ; všechny modely odpovídají kódem ESC/Z.

### Rozšíření GEMDOS/TOS
GEMDOS rozšiřuje sadu příkazů VT52 o několik nových příkazů, které z větší části slouží pro změnu barev. Vybraná barva se posílá jako jeden znak pomocí stejného kódování čísla na znak jako u příkazu Y. Používají se pouze poslední čtyři bity, které umožňují rozlišit 16 barev. Atari ST podporoval pouze 4 barvy v režimech s 80 sloupci a všech 16 v režimech se 40 sloupci. Také bylo přidáno několik nových kurzorových příkazů, které v zásadě doplňují sadu původního VT52 o příkazy, které mazaly k začátku obrazovky místo ke konci. Několik příkazů VT52 nebylo podporováno, příkazy F, G a Z.
| Kód   | Název                       | Význam                                                                               |
| ----- | --------------------------- | ------------------------------------------------------------------------------------ |
| ESCE  | Smazat obrazovku            | Smaže obrazovku a umístí kurzor do levého horního rohu. V zásadě totéž jako ESCHESCJ |
| ESCb# | Barva textu                 | Nastaví barvu textu na vybranou hodnotu                                              |
| ESCc# | Barva pozadí                | Nastaví barvu pozadí                                                                 |
| ESCd  | Smazat do začátku obrazovky | Smaže obrazovku od začátku až po kurzor.                                             |
| ESCe  | Povolit kurzor              | Zapne zobrazování kurzoru.                                                           |
| ESCf  | Zakázat kurzor              | Vypne zobrazování kurzoru.                                                           |
| ESCj  | Uložit kurzor               | Uloží současnou pozici kurzoru do paměti, TOS 1.02 a novější.                        |
| ESCk  | Obnovit kurzor              | Vrátí kurzor na pozici, která byla dříve uložena příkazem j.                         |
| ESCl  | Smazat řádek                | Vymaže celý řádek a umístí kurzor vlevo.                                             |
| ESCo  | Smazat do začátku řádku     | Smaže znaky na aktuálním řádku vlevo od kurzoru do začátku řádku.                    |
| ESCp  | Inverzní video              | Zapne inverzní zobrazování textu.                                                    |
| ESCq  | Normální video              | Vypne inverzní zobrazování textu.                                                    |
| ESCv  | Zapnout zalamování řádků    | Povolí zalamování dlouhých řádků.                                                    |
| ESCw  | Vypnout zalamování řádků    | Zakáže zalamování řádků.                                                             |